# Чемпіонат світу з трекових велоперегонів 2014 — гонка за очками (чоловіки)
Змагання в гонці за очками серед чоловіків на Чемпіонаті світу з трекових велоперегонів 2014 відбулись 28 лютого 2014. У них взяли участь 20 велогонщиків, які здолали 160 кіл (40 км).

## Медалісти
| Золото | Едвін Авіла (COL)  |
| Срібло | Томас Скаллі (NZL) |
| Бронза | Елой Теруель (ESP) |

## Результати
Фінал розпочався о 20:25.
| Місце | Ім'я                | Країна          | Очки за спринт | Очки за коло | Загалом очок |
| ----- | ------------------- | --------------- | -------------- | ------------ | ------------ |
| 1     | Едвін Авіла         | Колумбія        | 10             | 60           | 70           |
| 2     | Томас Скаллі        | Нова Зеландія   | 26             | 40           | 66           |
| 3     | Елой Теруель        | Іспанія         | 18             | 40           | 58           |
| 4     | Андреас Ґраф        | Австрія         | 10             | 40           | 50           |
| 5     | Чен Кін Лок         | Гонконг         | 21             | 20           | 41           |
| 6     | Мартін Ірвайн       | Ірландія        | 15             | 20           | 35           |
| 7     | Тео Рейнхардт       | Німеччина       | 14             | 20           | 34           |
| 8     | Іван Савицький      | Росія           | 13             | 20           | 33           |
| 9     | Тері Шир            | Швейцарія       | 6              | 20           | 26           |
| 10    | Гленн О'Ші          | Австралія       | 4              | 20           | 24           |
| 11    | Мілан Кадлеч        | Чехія           | 3              | 20           | 23           |
| 12    | Кенні Де Кетеле     | Бельгія         | 11             | 0            | 11           |
| 13    | Елія Вівіані        | Італія          | 7              | 0            | 7            |
| 14    | Роман Луцишин       | Україна         | 4              | 0            | 0            |
| 15    | Вів'єн Брісс        | Франція         | 3              | 0            | 3            |
| 16    | Антон Мужичкін      | Білорусь        | 0              | 0            | 0            |
| 17    | Овейн Дал           | Велика Британія | 0              | 0            | 0            |
| –     | Лассе Норман Гансен | Данія           | 11             | 0            | DNF          |
| –     | Іван Карбахаль      | Мексика         | 0              | −20          | DNF          |
| –     | Нолан Гоффман       | ПАР             | 0              | 0            | DNF          |